# Кевиц, Александр
Александр Кевиц (англ. Alexander Kevitz, 1 сентября 1902, Бруклин — 24 октября 1981) — американский шахматист еврейского происхождения. Также известен как аналитик и специалист по теории дебютов.

## Биография
В 1923 г. окончил Корнеллский университет. Позже получил ученые степени по праву и фармацевтике в Фармацевтическом колледже Университета Лонг-Айленда. Работал в компании "Palmer Pharmacy".
Известность получил благодаря победам в сеансах одновременной игры над чемпионами мира Х. Р. Капабланкой (1924 г.) и Эм. Ласкером (1928 г.).
Неоднократно побеждал в чемпионатах Манхэттенского шахматного клуба (данные о годах разнятся). Выступал за Манхэттенский шахматный клуб в различных командных соревнованиях.
Принимал участие в ряде сильных международных турниров и нескольких чемпионатах США. Высшее спортивное достижение — 3-е место в международном турнире в Нью-Йорке (1931 г.). Он пропустил вперед только Х. Р. Капабланку и И. Кэждена.
В составе сборной США участвовал в матчах со сборной СССР (1946, 1954 и 1955 гг.; также был первым запасным в матче 1945 г.) и матче со сборной Югославии (1950 г.).
Согласно первому официальному рейтинг-листу Американской шахматной федерации, опубликованному в 1950 г., Кевиц среди американских шахматистов занимал 3-е место позади С. Решевского и Р. Файна.

## Вклад в теорию дебютов
С именем Кевица связывают ряд дебютных идей.
В дебюте Рети он предложил после 1. Кf3 d5 2. c4 dc ход 3. e4.
В английском начале он является автором двух разработок. После 1. c4 c5 2. Кf3 Кf6 3. d4 cd 4. N:d4 e5 5. Кb5 он предложил ход 5... d5, а после 1. c4 Кf6 2. Кc3 e6 3. e4 — ход 3... Кc6.
В дебюте Нимцовича Кевиц предложил ход 2... e5 (после 1. e4 Кc6 2. d4).
В атаке Маршалла в испанской партии после 1. e4 e5 2. Кf3 Кc6 3. Сb5 a6 4. Сa4 Кf6 5. 0—0 Сe7 6. Лe1 b5 7. Сb3 0—0 8. c3 d5 9. ed Кxd5 10. К:e5 К:e5 11. Л:e5 c6 он предложил играть 12. С:d5 cd 13. d4 Сd6 14. Сe3, чтобы в ответ на 14... Фh4 сыграть 15. h3.
Также Кевиц является одним из авторов так называемой защиты Кевица — Трайковича: 1. d4 Кf6 2. c4 Кc6, позже детально разработанной мастером В. А. Чебаненко.

## Спортивные результаты
| Год           | Город         | Соревнование                                                            | + | − | = | Результат | Место  |
| ------------- | ------------- | ----------------------------------------------------------------------- | - | - | - | --------- | ------ |
| 1929          | Брэдли-Бич    | Международный турнир                                                    | 3 | 4 | 2 | 4 из 9    | 7      |
|               | Нью-Йорк      | Чемпионат Манхэттенского ШК                                             |   |   |   |           | 1      |
| 1931          | Нью-Йорк      | Международный турнир                                                    | 6 | 3 | 2 | 7 из 11   | 3      |
| 1932          | Нью-Йорк      | Чемпионат ШК им. Маршалла                                               |   |   |   | 9 из 13   | 2      |
| 1933 / 1934   | Нью-Йорк      | Чемпионат ШК им. Маршалла                                               |   |   |   | 8 из 11   | 2—3    |
| 1936          | Нью-Йорк      | Чемпионат США                                                           | 5 | 5 | 5 | 7½ из 15  | 8      |
|               | Нью-Йорк      | Чемпионат Манхэттенского ШК                                             |   |   |   |           | 1      |
| 1937          | Нью-Йорк      | Матч Манхэттенский ШК — ШК им. Маршалла (1-я доска, против Ф. Маршалла) | 0 | 1 | 0 | 0 из 1    |        |
| 1946          | Москва        | Матч СССР — США (8-я доска, против И. З. Бондаревского)                 | 1 | 0 | 1 | 1½ из 2   |        |
|               | Нью-Йорк      | Чемпионат Манхэттенского ШК                                             |   |   |   |           | 1      |
| 1950          |               | Радиоматч США — Югославия (7-я доска, против Б. Милича)                 | 0 | 0 | 2 | 1 из 2    |        |
| 1953          | Милуоки       | Открытый чемпионат США                                                  |   |   |   |           | 13     |
| 1954          | Нью-Йорк      | Матч США — СССР (запасной)                                              | 0 | 1 | 0 | 0 из 1    |        |
| 1955          | Москва        | Матч СССР — США (запасной)                                              | 0 | 2 | 0 | 0 из 2    |        |
|               | Нью-Йорк      | Чемпионат Манхэттенского ШК                                             |   |   |   |           | 1      |
| 1955 / 1956   | Нью-Йорк      | Чемпионат Манхэттенского ШК                                             | 4 | 2 | 9 | 8½ из 15  | 6—7    |
| 1965          | Нью-Йорк      | Чемпионат Манхэттенского ШК                                             |   |   |   |           |        |
| 1968          | Нью-Йорк      | Чемпионат Манхэттенского ШК                                             |   |   |   |           |        |
| 1972          | Атлантик-Сити | Открытый чемпионат США                                                  |   |   |   |           | [ 18 ] |
| 1974 или 1975 | Нью-Йорк      | Чемпионат Манхэттенского ШК                                             |   |   |   |           |        |
| 1977          | Нью-Йорк      | Чемпионат Манхэттенского ШК                                             |   |   |   |           | 1      |